# Matviiha, Monastîrîșce
Matviiha (în ucraineană Матвіїха) este un sat în comuna Leskove din raionul Monastîrîșce, regiunea Cerkasî, Ucraina.

## Demografie
Componența lingvistică a localității Matviiha
     Ucraineană (99,79%)
Conform recensământului din 2001, majoritatea populației localității Matviiha era vorbitoare de ucraineană (99,79%), existând în minoritate și vorbitori de alte limbi.